# Canal de Joensuu
Le canal de Joensuu (finnois : Joensuun kanava) est un canal situé à Joensuu en Finlande.

## Description
Le canal de Joensuu est situé dans la rivière Pielisjoki près de la rue Siltakatu dans le centre de Joensuu.
Le canal long de 250 mètres a été construit en 1876-1877 et rénové en 1971-1973.
L'écluse d'une longueur de 160 mètres, d'une largeur de 16 mètres et d'une profondeur de 2,4 mètres est construite entre 1971 et 1973.
Les dimensions autorisées des bateaux sont (longueur 160,0 m x largeur 11,8 m x tirant d'eau 2,4 m x hauteur 12,0 m).